# Площа Бадінь
Площа Бадінь (в'єт. Quảng Trường Ba Đình) - центральна площа  Ханоя, столиці В'єтнаму. Розташовується в центрі округу Бадінь.

## Історія
Названа на честь антифранцузького повстання Ба Дінь, що сталося у В'єтнамі в 1886-1887, в рамках руху Канвионг. Тут 2 вересня 1945 президент Хо Ші Мін проголосив незалежність  Демократичної Республіки В'єтнам. Через 6 років після того, як в 1969 помер Хо Ші Мін, тут побудований гранітний Мавзолей Хо Ші Міна, в якому знаходиться його забальзамоване тіло. Мавзолей - це основне місце туризму та паломництва.
На площі знаходяться ще кілька важливих будівель - президентський палац, Міністерство закордонних справ, Міністерство планування та інвестицій, а також ділянка під нову будівлю для  Національних Зборів, замість зруйнованого залу Бадінь (в даний час - в стадії будівництва).

## Галерея
|                     |
| Мавзолей Хо Ші Міна |

|                                     |
| Зал зборів Бадінь (знесений в 2008) |

|                    |
| Площа Бадінь вночі |